# Прості висловлювання, їх структура і види
Просте (елементарне) висловлювання - висловлювання, яке не включає в себе як самостійні частини інші висловлювання, в протилежному випадку воно називається складним.
Дескриптивні висловлювання вивчаються в рамках логіки висловлювань (пропозиційної логіки) і логіки предикатів.
Логіка висловлювань, або пропозиційна логіка, є необхідною частиною сучасної логіки, її основою. В її рамках основна увага приділяється логічному аналізу структури складних висловлювань. Концепції і методи цієї логічної теорії так чи інакше враховуються, використовуються та розвиваються у багатших та складніших сучасних логічних системах. Пропозиційна логіка має велике прикладне значення: вона досить широко застосовується у багатьох науках, зокрема, у праві, а також у звичайних міркуваннях людей.
Логіка предикатів тісно пов'язана з логікою висловлювань. Перша логічна теорія не є запереченням другої, вона — її продовження. Різниця між цими двома логічними теоріями полягає лише у тому, що в пропозиційній логіці аналізуються тільки складні висловлювання, а в логіці предикатів стає можливим з'ясувати також логічну форму простих висловлювань.
Просте висловлювання складається з трьох частин: суб'єкта, предиката, зв'язки.

Суб'єкт - це частина висловлювання, в якій відображено предмет думки і який позначається символом S. 

Предикат - це частина висловлювання, в якій відображені властивості предмета думки, а також відношення між предметами думки. Він позначається символом Р. 

Зв'язка встановлює відношення між предметом і його численними властивостями, тобто між суб'єктом і предикатом, шляхом ствердження про наявність певної властивості у предмета "х" або заперечення цієї властивості у нього. Зв'язка виражається словами "є" або "суть". За допомогою цих слів зв'язка може бути виражена явно або неявно. Формула простого висловлювання, в якому щось стверджується про предмет думки, тобто йому приписується певна властивість — "S є Р", а формула висловлювання, в якому заперечується наявність даної властивості у предмета думки — "S не є Р". Наприклад, "людина є головним суб'єктом права" (S є Р) і "людина не є головним суб'єктом права" (S не є Р).
Поняття, які утворюють висловлювання, тобто суб'єкт і предикат, називають термінами висловлювання.

## Види простих висловлювань
Усі поняття, що входять у висловлювання, пов'язані між собою певним чином. Залежно від характеру зв'язку між суб'єктом та предикатом і тим, що виражає предикат — властивість, відношення чи факт існування предмета думки, прості висловлювання поділяються на атрибутивні (висловлювання властивостей), реляційні (висловлювання про відношення), екзистенціальні (висловлювання існування).
Атрибутивне (лат. - властивість, ознака) - це висловлювання, в якому та чи інша ознака приписується певному предмету чи класу предметів або заперечується у нього.
Реляційне (лат. - відношення)  - це висловлювання, в якому виражене певне відношення між певними предметами думок.
Наприклад, "Право як загальносоціальне явище виникло раніше і незалежно від держави", "Суд присудив підсудному Е. більш м'яке покарання, ніж передбачено законом за такий злочин". Формально реляційне висловлювання записують формулою "х R у", де "х" і "у" — символи, що позначають предмети, між якими встановлюються від ношення, "R" - символ, який позначає це відношення.
Екзистенціальне (лат. - існування) - це висловлювання, в якому відображено факт існування або не існування предмета думки. Наприклад, "В Україні існує єдине громадянство" (Ст.4 Конституції України), "Держава існувала не завжди, „Право як юридичне явище існує в усіх країнах світу".
Атрибутивне висловлювання характеризується з якісної та кількісної сторін. За якістю висловлювання поділяються на стверджувальні та заперечні. Якість висловлювання визначається за характером зв'язки: "S є Р" (вказано на наявність, ствердження ознаки) і "S не є Р" (вказано на відсутність, заперечення ознаки). За кількістю висловлювання поділяють на загальні, часткові та одиничні.
Висловлювання, в яких виражена належність (або відсутність) властивості чи ознаки всім предметам певного класу, називається загальними ("всі S є Р" і "жоден S не є Р"). Наприклад, "Правова держава — головний гарант захисту прав людини", "Всі норми права діють при певних умовах".
Часткове - це висловлювання, в якому та чи інша ознака належить (або не належить) лише деяким предметам даного класу ("Деякі S є Р" і "Деякі S не є Р"). Наприклад, "Деякі громадяни України порушують закони суспільного життя", "Деякі норми права не є досконалими".
Одиничне - це таке висловлювання, коли та чи інша ознака належить (або не належить) одиничному або одному елементу певного класу. Формула одиничного висловлювання — "Цей S є Р" або "Цей S не є Р". Наприклад, "Юстиніан — римський юрист".
Поєднуючи поділ атрибутивних висловлювань за кількістю та якістю, матимемо чотири таких види висловлювань:
а)загальностверджувальні ("Усі S є Р"), які позначають символом "А";
б)загальнозаперечні ("Жодне S не є Р"), які позначають символом "Е";
в)частковостверджувальні ("Деякі S є Р"), які позначаються символом "І";
г)частковозаперечні ("Деякі S не є Р"), які позначають символом "О".
Для правильного оперування висловлюваннями А, Е, І, О важливе значення має питання про розподіленість термінів — суб'єкта і предиката.
Розподіленість термінів у даних висловлюваннях означає, що ці терміни беруть у повному або частковому обсязі.
Якщо термін беруть у повному обсязі, то його вважають розподіленим і позначають знаком "+"; якщо ж термін не беруть у повному обсязі, тоді він вважається нерозподіленим і його позначають знаком "-". Існують такі правила розподіленості термінів у висловлюваннях А, Е, І, О, що стосуються суб'єкта і предиката.